# Кевин может пойти к чёрту
«Кевин может пойти к чёрту» (англ. Kevin Can F**k Himself) — американский комедийный телесериал, созданный Вэлори Армстронг и транслировавшийся на телеканале AMC.
Первые два эпизода стали доступны на стриминговом сервисе AMC+ 13 июня 2021 года, а полноценная премьера сериала состоялась на телеканале AMC 20 июня 2021 года. В августе 2021 года сериал был продлён на 2 сезон. В ноябре 2021 года стало известно, что второй сезон станет последним для сериала. Премьера второго и последнего сезона состоялась 22 августа 2022 года одновременно на AMC и AMC+.

## Сюжет
В центре сюжета находится женщина Эллисон МакРобертс, которая пытается переосмыслить свою жизнь в несчастливом браке с Кевином — самовлюблённым мужчиной-ребёнком. В сериале представлены противоположные точки зрения на её опыт: типичная жена из ситкома, когда Эллисон находится в одной комнате с Кевином, и девушка из драматического сериала, когда Эллисон находится одна или без Кевина.

## В ролях

### Главные
- Энни Мерфи — Эллисон МакРобертс, женщина, пытающаяся наладить свою жизнь и избавиться от Кевина.
- Мэри Холлис Инбоден — Патриция «Пэтти» О’Коннор, соседка Эллисон и Кевина и владелица салона красоты.
- Эрик Петерсон — Кевин МакРобертс, бесчувственный мужлан и муж Эллисон, совершенно не интересующийся её жизнью.
- Алекс Бонифер — Нил О’Коннор, лучший друг Кевина и брат Пэтти, который, как и Кевин, не интересуется жизнью своей сестры.
- Рэймонд Ли — Сэмюэл «Сэм» Парк, владелец закусочной и старый друг Эллисон, испытывающий чувства к ней.
- Брайан Хау — Питер «Пит» МакРобертс, отец Кевина, который отпускает язвительные шутки и постоянно влезает в жизнь сына.
- Кэндис Коук — Тэмми Риджуэй, детектив полиции, которая расследует незаконную продажу оксикодона.

### Второстепенные
- Джейми Денбо — Диана МакАнти, владелица винного магазина и тётя и коллега Кевина.
- Робин Лорд Тейлор — Ник, работник ресторана, выпущенный из тюрьмы условно-досрочно.
- Лорен Уидман — Лоррейн, девушка Пита, которая постоянно раздражает Кевина.
- Меган Лезерс — Дженн, жена Сэма.
- Шон Клементс — Курт, парень Пэтти.
- Эринн Хейс — Молли, новая подружка Кевина.

## Сезоны
| Сезон | Серии | Серии | Даты показа     | Даты показа     |
| Сезон | Серии | Серии | Первая серия    | Последняя серия |
| ----- | ----- | ----- | --------------- | --------------- |
| 1     | 8     | 8     | 20 июня 2021    | 1 августа 2021  |
| 2     | 8     | 8     | 22 августа 2022 | 10 октября 2022 |

## Эпизоды

### Сезон 1(2021)
| № общий | № в сезоне | Название                                                        | Режиссёр        | Автор сценария                                   | Дата премьеры  | Зрители в США (млн) |
| --- | ---------- | --------------------------------------------------------------- | --------------- | ------------------------------------------------ | -------------- | ------------------- |
| 1 | 1          | «Жить мечтой» «Living the Dream»                                | Османи Родригес | Вэлори Армстронг                                 | 20 июня 2021   | 0.370               |
| Эллисон МакРобертс несчастна в браке со своим эгоцентричным, безответственным мужем-ребёнком Кевином. По мере приближения их десятой годовщины свадьбы Кевин отвергает желание Эллисон устроить романтический ужин и вместо этого устраивает ежегодную вечеринку «Anniversa-rager» со своим отцом Питом и лучшим другом Нилом. Эллисон встречается со своим школьным другом Сэмом, который вернулся в их родной город и теперь владеет закусочной. Всё больше разочаровываясь в своём положении, Эллисон надеется уехать из Вустера и переехать с Кевином в более хороший дом, но узнаёт от сестры Нила, Пэтти, что Кевин тайно опустошил их сберегательный счёт несколько лет назад. Разъярённая этой новостью, Эллисон срывается и уходит в запой с Маркусом, местным торговцем кокаином. Вернувшись домой, Эллисон случайно разбивает стеклянную кружку Кевина, а затем фантазирует о том, как ударит Кевина в шею одним из осколков. |            |                                                                 |                 |                                                  |                |                     |
| 2 | 2          | «Новые трюки» «New Tricks»                                      | Османи Родригес | Дана Леду Миллер, Кевин Эттен                    | 20 июня 2021   | 0.370               |
| Эллисон одержима идеей убийства Кевина и вдохновляется, наткнувшись в библиотеке на мужчину, который умер от передозировки оксикодоном. Не сумев достать оксикодон у своего врача, Эллисон пытается купить наркотики у Маркуса, надеясь использовать их, чтобы отравить Кевина. Маркус направляет Эллисон к своему другу. Позже Эллисон встречается с другом Маркуса, который пытается заняться с ней сексом. Эллисон узнаёт, что Маркус сказал ему, что она проститутка. Эллисон навещает Сэма в его закусочной, где они ненадолго вспоминают прошлое. Тем временем Кевин считает, что их новые соседи украли его толстовку с надписью «Беличик», и в отместку поджигает их газон. В очередной попытке купить оксикодон, Эллисон приходит в местный салон красоты, где ей раскрывают, что салон — это прикрытие для наркоторговли. Эллисон с ужасом узнаёт, что салоном управляет Пэтти. |            |                                                                 |                 |                                                  |                |                     |
| 3 | 3          | «Мы продаём стиральные машины» «We’re Selling Washing Machines» | Анна Докоза     | Крэйг ДиГрегорио, Ноэль Валдивия                 | 27 июня 2021   | 0.324               |
| Во флешбэках к Пэтти обращается её бывший одноклассник Терренс с предложением продавать непатентованные лекарства. Пэтти принимает предложение Терренса и начинает продавать таблетки своим клиенткам в салоне. В настоящее время Эллисон говорит Пэтти, и врёт о том, что хочет купить оксикодон, чтобы избавиться от таинственного преследователя, и Пэтти неохотно соглашается дать Эллисон таблетки в следующий понедельник. Тем временем Кевин соревнуется с Нилом в приготовлении чили. Сэм получает свою монету трезвости за то, что не принимал алкоголь восемь лет. После этого Сэм приглашает Эллисон на собрание Общества анонимных алкоголиков. На собрании Эллисон знакомится с женой Сэма — Дженн. Маркус продолжает преследовать Эллисон, и она в ответ сообщает полиции о его незаконной торговле наркотиками. Маркуса арестовывают, но он обвиняет во всём Терренса. Полиция проводит обыск в аптеке Терренса, ставя под угрозу бизнес Пэтти. После визита полиции парень Пэтти, Курт, импульсивно делает ей предложение. |            |                                                                 |                 |                                                  |                |                     |
| 4 | 4          | «Живи свободным или умри» «Live Free or Die»                    | Анна Докоза     | Мел Шимковиц                                     | 4 июля 2021    | 0.216               |
| После обыска в аптеке Пэтти допрашивает детектив Тэмми. Кевин, Нил и Пит открывают тематическую квест-комнату в подвале Кевина. Но всё идёт не по плану, когда участники квест-комнаты случайно оказываются по настоящему заперты в подвале. Эллисон и Пэтти отправляются в Вермонт, чтобы купить оксикодон у торговца по прозвищу Красный Петух. В Вермонте Пэтти встречается с Красным Петухом, который вместо этого даёт ей пистолет. Когда Эллисон пытается купить наркотики у водителя грузовика на заправке, Пэтти бьёт водителя пистолетом, ошибочно полагая, что он и есть преследователь. Эллисон крадёт таблетки у водителя и убегает. По дороге домой Эллисон и Пэтти останавливают полицейские. Выясняется, что это Кевин вызвал полицию, потому что Эллисон не отвечала на его звонки. После этого случая Эллисон признаётся Пэтти, что Кевин ведёт себя как тиран и что она хотела отравить именно Кевина, а не преследователя, которого она выдумала сама. |            |                                                                 |                 |                                                  |                |                     |
| 5 | 5          | «Новая Пэтти» «New Patty»                                       | Анна Докоза     | Том Шарплинг                                     | 11 июля 2021   | 0.222               |
| Пэтти признаётся, что, по её мнению, Эллисон не способна отравить Кевина. Вернувшись в Вустер, Пэтти выражает своё беспокойство по поводу предложения руки и сердца от Курта. Понимая, что их отношения не складываются, Курт расстаётся с Пэтти. Кевин, Нил и Пит пытаются заменить Пэтти в компании друзей, но у них ничего не выходит. Получив таблетки оксикодона, Эллисон подумывает подсыпать их в еду Кевину, но в итоге решает этого не делать. Эллисон увольняется с работы в винном магазине и соглашается на предложение о работе в закусочной Сэма, где у неё завязывается роман с Сэмом. Тем временем Ник, племянник одной из клиенток салона, торгующий наркотиками, шантажирует Пэтти. Пэтти предлагает Эллисон подставить Кевина как местного наркоторговца. Они также рассматривают возможность нанять Ника в качестве наёмного киллера. |            |                                                                 |                 |                                                  |                |                     |
| 6 | 6          | «Гранд Викториан» «The Grand Victorian»                         | Анна Докоза     | Шон Клементс                                     | 18 июля 2021   | 0.307               |
| Ник соглашается убить Кевина в обмен на 7000 долларов, и девушки отдают ему таблетки оксикодона в качестве предоплаты. В свой день рождения Кевин разрывается между двумя вечеринками: ужином в модном ресторане с Эллисон и игрой в аркадную комнату по соседству с Нилом и Питом. В ресторане происходит множество событий: неожиданно появляется Ник, что беспокоит Эллисон, хотя в итоге выясняется, что он работает там официантом, Эллисон неловко встречается с Сэмом и Дженн, Шон Эйвери приходит в ресторан и вызывает Кевина на соревнование по поеданию еды. Пэтти соглашается сопровождать детектива Тэмми на рабочей вечеринке, и последняя проявляет романтический интерес к Пэтти. Эллисон противостоит Нику, требуя рассказать подробности его плана по убийству Кевина. |            |                                                                 |                 |                                                  |                |                     |
| 7 | 7          | «Сломанная» «Broken»                                            | Анна Докоза     | Вэлори Армстронг, Крэйг ДиГрегорио, Кейт Лавлесс | 25 июля 2021   | 0.261               |
| Эллисон и Ник планируют убийство Кевина: Ник проникнет в дом, инсценирует ограбление и убьёт Кевина, пока Эллисон будет в отъезде. Чтобы избежать подозрений со стороны полиции, Эллисон внезапно прекращает отношения с Сэмом и посещает клинику репродуктивной медицины под предлогом того, что они с Кевином пытаются завести ребёнка. Позже Нил допрашивает Кевина, обнаружив в мусорной корзине брошюру клиники репродуктивной медицины Эллисон. Тем временем Пэтти заводит романтические отношения с детективом Тэмми. После напряжённого ужина с родителями Дженн Сэм и Дженн ссорятся из-за них, из-за закусочной и из-за своего брака, после чего Сэм уходит. Вынужденный бежать из города, Ник решает убить Кевина на неделю раньше, чем планировал, но не сообщает об этом Эллисон. Той ночью Эллисон и Кевин слышат, как Ник врывается в дом. Кевин выходит из комнаты, чтобы выяснить источник громкого шума, после чего происходит выстрел. |            |                                                                 |                 |                                                  |                |                     |
| 8 | 8          | «Исправлено» «Fixed»                                            | Анна Докоза     | Вэлори Армстронг                                 | 1 августа 2021 | 0.337               |
| Выясняется, что Кевин выстрелил в Ника во время ограбления и что Ник впал в кому. После того, как горожане хвалят Кевина за его действия, он решает баллотироваться в местные органы власти. Чтобы отвести подозрения от Пэтти, Эллисон и Пэтти пытаются подставить Ника как местного наркоторговца, подбросив наркотики и деньги в его спальню. Сэм бросает Дженн и говорит Эллисон, что хочет начать с ней настоящие отношения. Эллисон отказывается, заявляя, что начать встречаться с Сэмом означало бы «сдаться». После допроса детективом Тэмми Эллисон считает, что Тэмми относится к ней с подозрением, и манипулирует Пэтти, чтобы та проверила блокнот Тэмми. Пэтти чувствует себя виноватой из-за этого, что приводит к ссоре между ней и Эллисон. Нил, который на кухне играет с Кевином в прятки, слышит ссору и узнаёт о планах Эллисон убить Кевина. После ухода Пэтти Нил противостоит Эллисон и угрожает позвонить Кевину. Когда Эллисон пытается забрать у него телефон, он душит её. Но внезапно на помощь приходит Пэтти и с силой разбивает бутылку о голову Нила, в результате чего он падает на землю и истекает кровью. |            |                                                                 |                 |                                                  |                |                     |

### Сезон 2(2022)
| № общий | № в сезоне | Название                                            | Режиссёр         | Автор сценария             | Дата премьеры    | Зрители в США (млн) |
| --- | ---------- | --------------------------------------------------- | ---------------- | -------------------------- | ---------------- | ------------------- |
| 9 | 1          | «Миссис МакРобертс мертва» «Mrs. McRoberts Is Dead» | Анна Докоза      | Вэлори Армстронг           | 22 августа 2022  | 0.187               |
| Эллисон и Пэтти пытаются понять, что делать с Нилом, и в конце концов решают отвести его в подвал, где они связывают его и привязывают к столбу. На следующее утро Нил приходит в себя и ругает обеих женщин за то, что они пытались убить Кевина. Вопреки желанию Эллисон, Пэтти отвозит Нила в больницу из-за кровотечения. Пэтти обвиняет Эллисон в том, что она всегда играет роль жертвы. Кевин и Пит снимают рекламный ролик для политической кампании Кевина, но Кевину звонит мэр города и сообщает, что его исключили из предвыборной гонки. Тётя Эллисон, Диана, признаётся Эллисон, что её муж Чак ей изменяет. Эллисон утешает Диану и приглашает её выпить. В баре по телевизору показывают политический рекламный ролик Кевина. Эллисон с ужасом узнаёт, что рекламный ролик Кевина стал вирусным, и Кевин стал местной знаменитостью. Эллисон придумывает другой способ избавиться от Кевина: она инсценирует собственную смерть. |            |                                                     |                  |                            |                  |                     |
| 10 | 2          | «Те, кем мы были» «The Way We Were»                 | Анна Докоза      | Крэйг ДиГрегорио           | 29 августа 2022  | 0.220               |
| Желая узнать, как инсценировать собственную смерть, Эллисон пытается договориться о встрече с частным детективом Билли Терреллом, который требует, чтобы она заплатила 350 долларов вперёд. Не имея возможности заплатить, Эллисон пытается заложить карту Кевина, но узнаёт, что он украл её восемь лет назад, и теперь она ничего не стоит. Она также узнаёт, что Сэм уволил её из закусочной из вредности. Тем временем Нила досрочно выписывают из больницы. Потрясённый инцидентом с бутылкой, Нил срывается на Пэтти, в то время как Кевин даёт интервью местной газете. Нил пытается предупредить Кевина о заговоре Эллисон с целью его убийства, но Кевин не воспринимает эту новость всерьёз. Тэмми временно переезжает к Пэтти, когда у неё отключается электричество, но Тэмми очень беспокоит отстранённое поведение Пэтти и она решает уйти. Пэтти признаётся Тэмми, что у неё есть некоторые проблемы, но она всё равно хочет продолжать их отношения. Эллисон отдаёт Билли своё ценное жемчужное ожерелье в обмен на его услуги. Билли принимает это предложение. |            |                                                     |                  |                            |                  |                     |
| 11 | 3          | «Призрак» «Ghost»                                   | Анна Докоза      | Шон Клементс, Кейт Лавлесс | 5 сентября 2022  | 0.150               |
| Эллисон встречается с Билли в морге, куда привозят неопознанные трупы. Пэтти присоединяется к Эллисон, несмотря на обещание прийти на вечер игр с Тэмми. Пэтти находит возможную личность Гертруды Фронч, одинокой женщины, у которой нет ни друзей, ни близких родственников в интернете, личность которой можно использовать для инсценировки смерти, но Эллисон сомневается в этом. Тем временем у Нила происходят проблемы со сном. Кевин устраивает суперстрашное шоу «Pal-o-ween» — традицию Хэллоуина, когда они с Нилом вместе смотрят фильмы ужасов. Когда Эллисон и Пэтти возвращаются домой, Кевин случайно пинает дверь и Эллисон получает удар дверью в лицо, из-за чего у неё опухает щека. Кевин обвиняет её в том, что она его напугала. После этого Эллисон в конце концов соглашается взять имя Гертруды Фронч в качестве своего нового псевдонима. Во флешбэках показано, что у матери Эллисон был такой же высокомерный характер, как у Кевина. Флешбэки также показывают, как Эллисон впервые встречает Пэтти, Нила и Кевина в баре. Выясняется, что в тот момент Пэтти не предупредила Эллисон о настоящем поведении Кевина. |            |                                                     |                  |                            |                  |                     |
| 12 | 4          | «Боже, Эллисон» «Jesus, Allison»                    | Анна Докоза      | Грейс Эдвардс              | 12 сентября 2022 | 0.140               |
| Эллисон решает устроить вечеринку-сюрприз для Пэтти в честь её дня рождения, хотя Кевин считает, что это плохая идея. Кевин просит Нила отвлечь Пэтти на день, а Тэмми соглашается помочь Эллисон с подготовкой к вечеринке, несмотря на их разногласия. У Пита появилась новая девушка — Лоррейн, которая не нравится Кевину, потому что у неё раздражающий смех. Вечеринка-сюрприз Пэтти оборачивается катастрофой, когда выясняется, что Тэмми пригласила давних клиентов салона Пэтти, не подозревая, что они также являются бывшими клиентами Пэтти по наркотикам. Во время вечеринки Диана уходит, оскорблённая Питом и Кевином. Нил присоединяется к Диане на улице и они сближаются. Тэмми предупреждает Эллисон, чтобы та перестала проводить столько времени с Пэтти. Эллисон узнаёт от Билли, что ей нужно свидетельство о смерти Гертруды из мэрии, прежде чем его внесут в систему. Эллисон обращается к Сэму, который даёт ей контактную информацию сотрудника мэрии. Когда Сэм спрашивает о её намерениях, Эллисон признаётся, что инсценирует собственную смерть. Полиция находит бутылку из-под оксикодона Ника на заправке в Вермонте. Тем временем Тэмми получает запись с камеры наблюдения, на которой Пэтти заходит на заправку. |            |                                                     |                  |                            |                  |                     |
| 13 | 5          | «Ненадёжный рассказчик» «The Unreliable Narrator»   | Анна Докоза      | Шон Клементс               | 19 сентября 2022 | 0.141               |
| Эллисон и Пэтти встречаются с информатором Сэма — недовольным сотрудником мэрии, который знает всю планировку здания. Когда в Вустере происходит отключение электричества, Эллисон и Пэтти пользуются ситуацией и проникают в здание мэрии. Они успешно забирают свидетельство о смерти Гертруды. Пэтти рассказывает Эллисон, что планирует переехать к Тэмми. Тем временем Кевин решает переждать в закусочной Сэма вместе с Нилом, Питом, Дианой и Лоррейн. Когда пропадает генератор Кевина, он приходит к выводу, что это Нил его украл, что глубоко расстраивает Нила. Диана выходит на улицу, чтобы утешить Нила, и он целует её. Когда группа обнаруживает, что Кевин был причиной отключения электроэнергии по всему городу, Сэм требует, чтобы Кевин взял на себя ответственность за свои действия, но Кевин отказывается извиняться. Когда электричество возвращается, Эллисон и Сэм честно обсуждают свои отношения. Сэм извиняется за своё плохое поведение и клянётся помочь Эллисон с её планом. |            |                                                     |                  |                            |                  |                     |
| 14 | 6          | «Машина» «The Machine»                              | Анна Докоза      | Кейт Лавлесс, Жасмин Пек   | 26 сентября 2022 | 0.177               |
| У Дианы и Нила завязались сексуальные отношения, к большому недовольству Эллисон. На новом собрании Общества анонимных алкоголиков Диана признаётся, что отношения с Нилом помогают ей сохранять трезвость. Диана и Нил ссорятся, когда он отменяет их свидание. Нил чувствует, что пренебрегает дружбой с Кевином и оскорбляет Диану, из-за чего она прекращает их отношения. Когда Нила арестовывают за пьянство, Диана вносит за него залог, и Нил признаётся, что у него не всё в порядке. Когда Пэтти готовится переехать к Тэмми, обеспокоенная Тэмми показывает Эллисон запись с камеры наблюдения, на которой Пэтти заходит на заправку. Эллисон отмахивается от этого, считая, что это недоразумение. Эллисон узнаёт, что Сэм и Дженн разводятся, из-за чего родители Дженн претендуют на владение закусочной. Эллисон манипулирует Кевином, чтобы тот подал иск о возмещении ущерба. В результате родители Дженн отказываются от своих притязаний на владение закусочной, чтобы избежать выплат. Эллисон признаётся Сэму, что не готова уехать из Вустера. Понимая, что она может использовать разрушительные способности Кевина в своих интересах, Эллисон сообщает Сэму, что планирует остаться, используя Кевина против Тэмми. |            |                                                     |                  |                            |                  |                     |
| 15 | 7          | «Проблема» «The Problem»                            | Крэйг ДиГрегорио | Крэйг ДиГрегорио           | 3 октября 2022   | 0.158               |
| После того, как Диана вызволила его из тюрьмы, Нил пропал без вести. Эллисон узнаёт, что Нил рассказал Дайане о её плане убить Кевина, хотя Диана не верит, что эта история реальна, и считает, что Нил был пьян. Полиция начала расследование пожара, из-за которого в городе отключилось электричество. В это же время Кевин пытается помешать Тэмми понять, что он и есть поджигатель. В поисках Нила Эллисон сталкивается с враждебно настроенной Тэмми, которая считает, что Эллисон причастна к преступлению, совершённому на заправке в Вермонте. В конце концов Эллисон находит Нила в местном баре — его психическое здоровье явно ухудшается. Нил требует, чтобы Эллисон держалась подальше от него и Пэтти. Тем временем Тэмми показывает Пэтти запись с камеры наблюдения на заправке. Когда Пэтти отказывается что-либо говорить, Тэмми уходит со слезами на глазах и желает ей удачи. Пэтти сообщает Эллисон, что Тэмми знает об их отношениях с Ником. Эллисон обещает, что всё исправит. На следующий день Эллисон сбегает, оставив записку для Сэма, чтобы он передал её Пэтти. Эпизод заканчивается тем, что Эллисон рассматривает новые квартиры под своим новым именем — Гертруда Фронч. |            |                                                     |                  |                            |                  |                     |
| 16 | 8          | «Дом Эллисон» «Allison’s House»                     | Вэлори Армстронг | Вэлори Армстронг           | 10 октября 2022  | 0.184               |
| Шесть месяцев спустя Эллисон переехала в Данфорт, штат Мэн, у Кевина появилась новая девушка по имени Молли, а большая часть Вустера считает, что Эллисон умерла. Тэмми навещает Эллисон, которая следила за ней после того, как та пропала, и сообщает, что Ник умер и что отдел закрывает его дело. Тэмми увольняется с работы и уговаривает Пэтти уехать из Вустера вместе с ней. Пэтти отказывается и они расстаются. Пит, уставший от поведения Кевина, переезжает жить к Лоррейн во Флориду, но отказывается сообщать Кевину адрес Лоррейн. Кевин застаёт Нила и Диану целующимися и насмехается над ними. Позже в баре Нил отвечает, что ему надоело плохое обращение Кевина, и просит его уйти, разрывая их дружбу. Нил признаётся Диане в любви, но она отвергает его, заявляя, что не её дело делать его лучше, но она призывает его наладить свою жизнь ради него самого. Позже Пэтти выгоняет Нила из дома. Эллисон возвращается в Вустер и предупреждает Молли о поведении Кевина. Позже, когда Кевин предлагает Молли переехать к нему, Молли понимает, что Эллисон была права, и уходит от Кевина. Затем Эллисон возвращается домой и говорит Кевину, что хочет развестись. Сначала Кевин в замешательстве, но затем реагирует агрессивно, угрожая разрушить её жизнь. После ухода Эллисон Кевин сильно напивается и начинает сжигать вещи Эллисон. Он звонит Питу, Нилу и Молли, чтобы они помогли ему, но никто не отвечает на его звонки. После того, как Кевин в пьяном угаре теряет сознание, огонь распространяется и охватывает дом, чему становится свидетелем весь район, включая Пэтти и Нила. После смерти Кевина Пэтти сидит на ступеньках сгоревшего дома и к ней присоединяется Эллисон. Они со слезами на глазах обнимаются и Эллисон признаётся, что хочет остаться в Вустере. Они оба обещают «умереть вместе в одиночестве», наблюдая за восходом солнца, готовые к новому будущему без Кевина. |            |                                                     |                  |                            |                  |                     |

## Производство

### Разработка
В ноябре 2018 года было объявлено, что AMC открыла сценарный отдел для работы над сериалом в рамках своей модели разработки сценариев для сериалов. Вэлори Армстронг стала создателем и исполнительным продюсером, а Рашида Джонс и Уилл МакКормак стали исполнительными продюсерами под своим брендом Le Train Train. В октябре 2019 года AMC заказал полноценный сериал.
27 августа 2021 года телеканал AMC продлил сериал на второй сезон. 30 ноября 2021 года AMC подтвердил, что сериал завершится после двух сезонов.

### Кастинг
В феврале 2020 года Энни Мерфи присоединилась к актёрскому составу сериала в главной роли. В марте 2020 года Эрик Петерсон, Мэри Холлис Инбоден и Алекс Бонифер присоединились к актёрскому составу в главных ролях. В мае 2020 года Рэймонд Ли и Брайан Хау также присоединились к актёрскому составу в главных ролях. В январе 2021 года Меган Лезерс и Кэндис Коук присоединились к актёрскому составу в эпизодических ролях.
В мае 2022 года актриса Эринн Хейс получила эпизодическую роль в сериале.

## Критика
На сайте-агрегаторе Rotten Tomatoes первый сезон сериала получил положительную оценку в 82 % на основе 62 рецензий со стороны критиков. Консенсус сайта гласит: «„Кевин может пойти к чёрту“ — амбициозное сочетание жанров, которое не всегда работает, но острые социальные комментарии и блестящая игра Энни Мерфи делают просмотр увлекательным».
Второй сезон на Rotten Tomatoes получил высшую оценку в 100 % на основе 8 рецензий со стороны критиков.
На сайте Metacritic первый сезон сериала получил 65 баллов из 100 на основе 25 рецензий со стороны критиков, что указывает на «в целом положительные отзывы».